# Loyalty (album de Fat Joe)
Pour les articles homonymes, voir Loyalty.
Albums de Fat Joe
Jealous Ones Still Envy
(2001) All or Nothing
(2005)
Singles
1. Crush Tonight
Sortie : 27 août 2002
2. All I Need
Sortie : 3 décembre 2002
3. Opposites Attract (What They Like)
Sortie : 2002

Loyalty est le cinquième album studio de Fat Joe, sorti le 12 novembre 2002.
L'album s'est classé 11e au Top R&B/Hip-Hop Albums et 31e au Billboard 200.

## Liste des titres
| No  | Titre                                                                                  | Contient un (des) sample(s) de                                                            | Durée |
| --- | -------------------------------------------------------------------------------------- | ----------------------------------------------------------------------------------------- | ----- |
| 1.  | Take a Look at My Life (Produit par Buckwild)                                          | Navyfield Login Menu Music de Navyfield I Got It Made de Special Ed                       | 4:00  |
| 2.  | Bust at You (featuring Birdman, Scarface et Tony Sunshine – Produit par The Alchemist) | I'd Rather Be With You du Bootsy's Rubber Band What's a Telephone Bill? de Bootsy Collins | 4:37  |
| 3.  | Prove Something (Produit par Cool & Dre)                                               | Wild Flower de The New Birth                                                              | 3:55  |
| 4.  | TS Piece (featuring Remy Ma et Tony Sunshine – Produit par Cool & Dre)                 |                                                                                           | 3:50  |
| 5.  | It's Nothing (featuring Tony Sunshine – Produit par Ty Fyffe)                          |                                                                                           | 4:06  |
| 6.  | Turn Me On (featuring Ronda Blackwell – Produit par Chink Santana et Irv Gotti)        |                                                                                           | 3:41  |
| 7.  | Born in the Ghetto (featuring Lamajic – Produit par Cool & Dre)                        | Check Me Out d'Eddie Floyd                                                                | 3:50  |
| 8.  | Crush Tonight (featuring Ginuwine – Produit par Cool & Dre)                            |                                                                                           | 5:17  |
| 9.  | Gangsta (Produit par Armageddon)                                                       |                                                                                           | 3:54  |
| 10. | All I Need (featuring Armageddon et Tony Sunshin – Produit par Cool & Dre)             |                                                                                           | 4:39  |
| 11. | Life Goes On (Produit par Cool & Dre e)                                                | Wish That You Were Mine des Manhattans Can You Stand the Rain de New Edition              | 4:53  |
| 12. | Loyalty (featuring Armageddon, Prospect et Remy Ma – Produit par Cool & Dre)           | King of Rock de Run–D.M.C.                                                                | 4:57  |
| 13. | We Run This Shit (Produit par Ron Browz)                                               |                                                                                           | 3:58  |
| 14. | Shit Is Real Pt. III (Produit par Teflon)                                              |                                                                                           | 4:21  |